# Neoblattella adspersicollis
Neoblattella adspersicollis är en kackerlacksart som först beskrevs av Carl Stål 1858.  Neoblattella adspersicollis ingår i släktet Neoblattella och familjen småkackerlackor. Inga underarter finns listade i Catalogue of Life.